# Девственница, копты и я
«Девственница, копты и я» (фр. La Vierge, les Coptes et moi…) — документальный фильм 2011 года режиссёра Намира Абделя Месси.

## Сюжет
Намир — египтянин, по вероисповеданию копт, живущий во Франции. При воссоединении со своей семьёй к нему попадает старая видеокассета, где заснят религиозный праздник, состоявшийся много лет назад в его деревенском доме, и где его мать сообщила о том, что ей было видение Пресвятой Девы Марии. Намир решает, что у него в руках неплохой сюжет для документального фильма: возвращение к своим корням и испытание себя как режиссёра. В успешности своей идеи ему удаётся убедить продюсера.

## Реакция критики
- Фильм был показан на кинофестивале Трайбека 2012, кинофестивале Африкано, 2012 Международном документальном фестивале EBS, Кинофестивале в Кракове 2012, на Каннском кинофестивале 2012,[2][3][4][7][9] а также на Кинофестивале в Сиднее 2013.[6][10]
- Еженедельник Variety провёл параллель между коптским меньшинством в Египте и египетским меньшинством во Франции на основе фильма, высоко его оценив.[5] The Huffington Post оценило желание режиссёра сохранить облик Египта в 2010 году, до начала революционных событий 2011 года.[10]